# Mbende Jerusarema
Mbende Jerusarema – tradycyjny taniec wykonywany przez ludy Zezuru Szona zamieszkujące głównie dystrykty Murewa i Uzumba-Maramba-Pfungwe, w prowincji Maszona Wschodnia, we wschodniej części Zimbabwe.
Tradycja w 2005 roku proklamowana została arcydziełem ustnego i niematerialnego dziedzictwa ludzkości, a w 2008 roku wpisano ją na listę reprezentatywną niematerialnego dziedzictwa kulturowego UNESCO.

## Charakterystyka

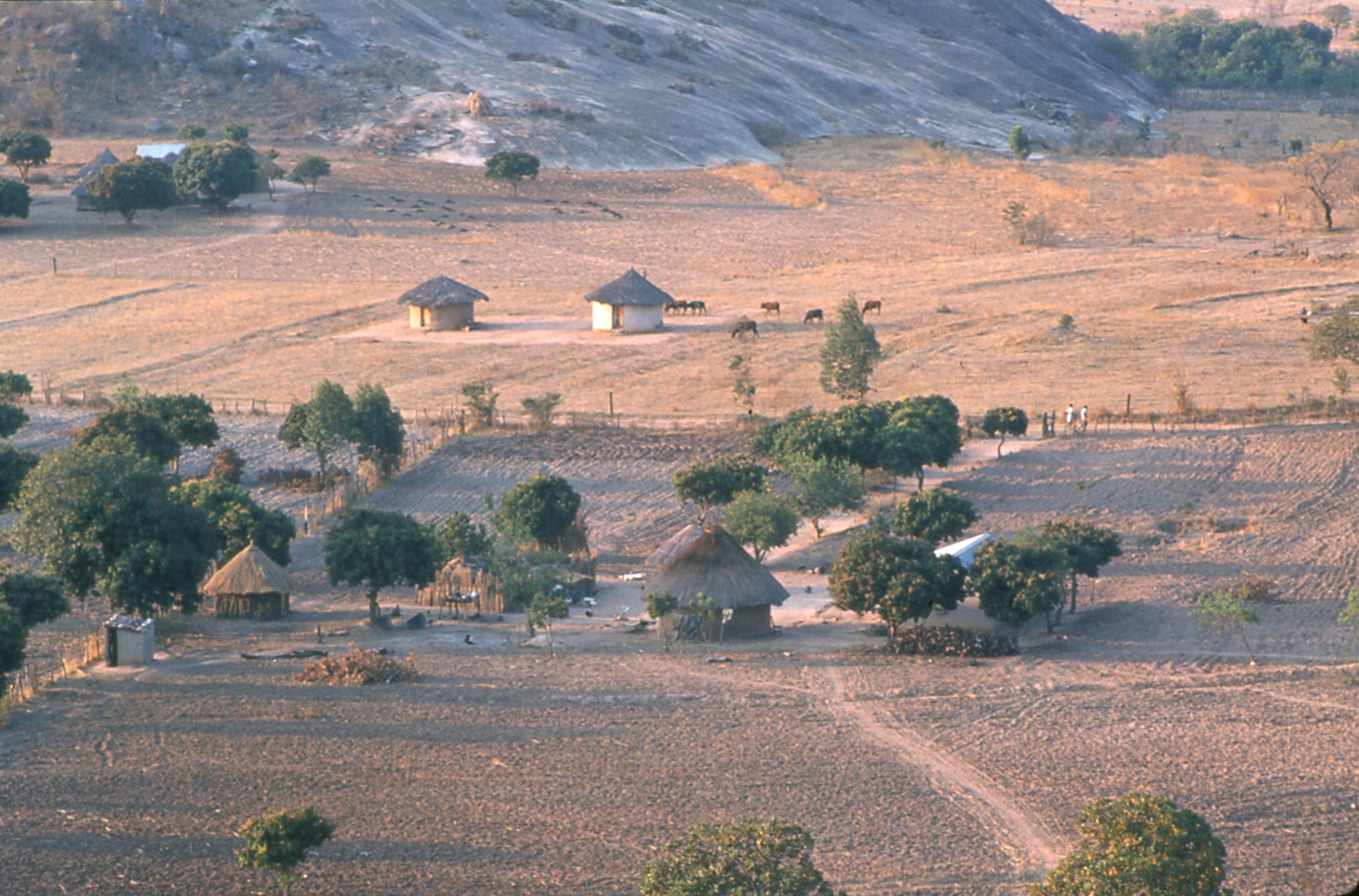
Gospodarstwa ludu Szona koło Murewa (1983)

Taniec Mbende Jerusarema charakteryzuje się akrobatycznymi i niezwykle zmysłowymi ruchami ciał wykonujących go kobiet i mężczyzn. W przeciwieństwie do innych tańców z Afryki Wschodniej nie opiera się on na skomplikowanym stawianiu kroków, ani na dużej liczbie akompaniujących bębniarzy. Muzyce podczas Mbende Jerusarema nadaje rytm tylko jeden mistrz tego instrumentu, któremu współtowarzyszą mężczyźni grający na drewnianych kołatkach i kobiety, które klaszczą, jodłują i dmuchają w gwizdki. Nie towarzyszą jej żadne śpiewy czy deklamacje. Podczas tańca mężczyźni kucają, potrząsając obiema rękami, a nogami energicznie kopią w ziemię, naśladując ryjącego norę kreta.
Taniec Mbende Jerusarema wywodzi się zdaniem badaczy z tańca wojennego, tańca płodności, tańca myśliwskiego oraz tańca pogrzebowego, łącząc elementy każdego z nich. Nietypowa nazwa tańca odzwierciedla jego skomplikowaną historię na przestrzeni wieków. Początkowo, w czasach przedkolonialnych, nosił on nazwę mbende lub dembe, co w języku shona oznacza kreta. Zwierzę to było uważane przez ludy Szona za symbol sił witalnych, seksualności i rodziny, a sam starodawny taniec – za taniec płodności. Przybyli na te tereny misjonarze chrześcijańscy zdecydowanie potępiali jednak praktykę o tak jednoznacznie seksualnym wydźwięku. Dlatego też w 1899 roku taniec został zakazany na mocy ustawy o zwalczaniu czarów. Lokalna społeczność obawiała się zaniku tradycji. W 1910 roku rada starszych społeczności Zezuru Szona dla obejścia zakazu zmieniła nazwę tańca z mbende na Jerusarema. Nowa nazwa, oznaczająca w języku shona Jeruzalem, miała nadać tańcu konotację religijną. Stał się on bowiem elementem przedstawień opowiadających o narodzinach Jezusa w Jerozolimie (choć urodził się on w Betlejem) odgrywanych w okresie bożonarodzeniowym. 
Współcześnie obie nazwy funkcjonują równolegle. Taniec Mbende Jerusarema mimo potępienia przez misjonarzy przetrwał i pozostał popularny, będąc źródłem dumy i tożsamości ludu Szona oraz symbolem walki z rządami kolonialnymi. Po uzyskaniu przez Zimbabwe niepodległości w 1980 roku taniec ten stał się jednym z symboli tego kraju. Tradycja zmienia jednak stopniowo swój charakter, stając się egzotyczną atrakcją odgrywaną jako animacja dla odwiedzających Zimbabwe turystów lub będąc wykonywaną podczas partyjnych wieców, gdzie traci swój kontekst i pierwotne znaczenie. Również tradycyjne instrumenty, takie jak bębny mitumba, grzechotki czy gwizdki zastępowane są słabej jakości imitacjami.
Od 2008 roku w celu ochrony i promocji tańca oraz rozpowszechniania wiedzy i umiejętności jego wykonywania organizowany jest coroczny festiwal tańca Jerusarema Mbende, który odbywa się w mieście Murewa położonym na północny wschód od stolicy Zimbabwe, Harare. Obejmuje występy artystyczne, konkursy dla szkół, warsztaty dla nauczycieli oraz wystawy lokalnego rękodzieła i tradycyjnego jedzenia.